# Aborto séptico
El aborto séptico es un proceso infeccioso descendente caracterizado por una endometritis, anexitis y parametris por contaminación ovular durante las maniobras abortivas o por rotura espontánea de las membranas ovulares. Es un aborto donde la infección se ha propagado por vía linfática, hemática y/o canalicular. Clostridium perfringens es un bacilo Gram Positivo, anaerobio estricto, esporulado y con capacidad de formar exotoxinas a través de las cuales ejerce su acción patógena.

## Patogénesis
En la mayoría de los casos, la invasión de la cavidad uterina por microorganismos es producto de prácticas abortivas ilegales. Las infecciones asociadas con el aborto séptico son polimicrobianas, derivadas de la flora normal de la vagina y el cuello, con la adición de patógenos transmitidos sexualmente como los Gram positivos, negativos y anaerobios facultativos como Chlamydia trachomatis y Neisseria gonorrhoeae 
La activación local y sus células efectores es importante en el sitio de la infección, si esta inactivación local no es posible se activan los mecanismos sistémicos con células efectoras, leucocitos B y eosinófilos productores de inmunoglobulinas y enzimas capaces de iniciar la cascada de inflamación al liberar citoquinas, histamina, serotonina y leucotrienos. Son estos productos los que causan los síntomas clínicos

## Clasificación
- Grado I: La infección se limita a los restos ovulares, posteriormente, se disemina a las paredes uterinas en forma de metritis.
- Grado II: La infección se extiende a los anexos, parametrio y peritoneo.
- Grado III: Finalmente la infección se extiende más allá de cavidad pelviana y empieza a producir cuadros de peritonitis generalizada, septicemia y choque séptico.[1]

## Factores de riesgo
1. Embarazo avanzado[4]
2. Ausencia de asepsia adecuada[4]
3. Dificultades técnicas en la evacuación uterina[4]
4. Presencia no sospechada de patógenos de transmisión sexual o de gérmenes de la flora normal potencialmente de la vagina, endocérvix, genitales externos y región perineal[4]
5. Aborto provocado[2]
6. Huevo muerto retenido[2]
7. Retención de restos ovulares[2]

## Cuadro clínico
Es un proceso abortivo acompañado de 2 o más de las siguientes características:
- Hipertermia[2]
- Dolor en hipogastrio[2]
- Pérdidas vaginales[2]
- Reconocimiento de maniobras abortivas[2]
- Hipotensión arterial[2]
- Leucocitosis > 15.000mm3[2]
- Drenaje purulento a través del orificio cervical[1]

Clínica del aborto séptico
Es posible observar signos focales de infección como pelviperitonitis o peritonitis diseminada con reacción peritoneal abdominal, en los casos de perforación uterina. Puede aparecer tromboflebitis pelviana que puede manifestarse por edema de ambos miembros inferiores y dolor pelviano La sepsis debida a C. perfringens puede provocar trombocitopenia, equimosis y hallazgos de hemolisis intravascular (anuria, anemia, ictericia, hemoglobinuria, hemosiderinuria)

## Complicaciones
- Perforaciones uterinas
- Shock séptico
- Infecciones respiratorias agudas
- Pelviperitonitis
- Coagulación Intravascular Diseminada (CID)
- Trastornos hidroelectrolíticos[2]

### Síndrome de Mondor
El Clostridium perfringens desarrolla un cuadro denominado Síndrome de Mondor, situación dramática que sigue a un aborto séptico, aparece dentro de 24 a 48 horas después del aborto provocado o espontáneo, es extremadamente grave con alta tasa de mortalidad. Es un síndrome toxémico hemolítico que como resultado de la endotoxemia ocasiona hemolisis grave acompañada de trastornos de la circulación, con shock, coagulación intravascular diseminada (CID), acidosis metabólica e insuficiencia renal aguda (IRA). La hemolisis intravascular masiva es una complicación rara de la sepsis por C. perfringens y asocia una tasa de mortalidad próxima al 100% a pesar del tratamiento médico y quirúrgico
No debe confundirse con la Enfermedad de Mondor, que es una tromboflebitis de las venas superficiales de la mama y de la pared anterior del tórax; cuyo pronóstico es benigno.

## Tratamiento
El tratamiento antibiótico de elección es la Penicilina G intravenosa a dosis de 3-4 millones UI cada 4 horas. Se recomienda asociar antibióticos de amplio espectro como clindamicina o gentamicina, debido a que la infección se acompaña de otros microorganismos En caso de alergia a la penicilina, puede ser utilizada sola la clindamicina
Manejo quirúrgico
La laparotomía con histerectomía se indica por el cuadro persistente de shock séptico de origen ginecológico independiente de la estabilización de la paciente, que no se pudo lograr con medidas conservadoras en pacientes que se sospecha gangrena uterina, y aparición de tétanos de origen uterino. Está también indicada en casos de perforación uterina con sospecha de lesión intestinal, absceso pélvico y miometritis por Clostridium 
Otra indicación es en aquellos abortos producidos por introducción de soluciones jabonosas en cavidad uterina, en estos casos la solución se convierte en un elemento corrosivo de la pared miometrial, infiltrandola y favoreciendo la diseminación del germen en todo su espesor. Una vez ocurrido esto, las partículas de jabón y bacterias tienen acceso al torrente sanguíneo y se instala un cuadro de coagulación intravascular diseminada (CID)